# کانی یوری
کانی یوری (انگلیسی: Connie Yori؛ زادهٔ ۳ اکتبر ۱۹۶۳) بازیکن بسکتبال، و سرمربی (بسکتبال) اهل ایالات متحده آمریکا است.